# Quesques
Quesques és un municipi francès situat al departament del Pas de Calais i a la regió dels Alts de França. L'any 2007 tenia 570 habitants.

## Demografia

### Població
El 2007 la població de fet de Quesques era de 570 persones. Hi havia 192 famílies de les quals 28 eren unipersonals (8 homes vivint sols i 20 dones vivint soles), 80 parelles sense fills, 80 parelles amb fills i 4 famílies monoparentals amb fills.
La població ha evolucionat segons el següent gràfic:
Habitants censats

### Habitatges
El 2007 hi havia 232 habitatges, 205 eren l'habitatge principal de la família, 10 eren segones residències i 17 estaven desocupats. Tots els 231 habitatges eren cases. Dels 205 habitatges principals, 183 estaven ocupats pels seus propietaris, 17 estaven llogats i ocupats pels llogaters i 4 estaven cedits a títol gratuït; 3 tenien una cambra, 1 en tenia dues, 21 en tenien tres, 60 en tenien quatre i 119 en tenien cinc o més. 150 habitatges disposaven pel capbaix d'una plaça de pàrquing. A 93 habitatges hi havia un automòbil i a 97 n'hi havia dos o més.

### Piràmide de població
La piràmide de població per edats i sexe el 2009 era:
| Homes | Edats   | Dones |
| ----- | ------- | ----- |
| 0     | 95 o +  | 0     |
| 0     | 90 a 94 | 0     |
| 12    | 85 a 89 | 0     |
| 4     | 80 a 84 | 4     |
| 8     | 75 a 79 | 24    |
| 16    | 70 a 74 | 20    |
| 12    | 65 a 69 | 16    |
| 20    | 60 a 64 | 20    |
| 20    | 55 a 59 | 4     |
| 12    | 50 a 54 | 12    |
| 20    | 45 a 49 | 8     |
| 16    | 40 a 44 | 28    |
| 24    | 35 a 39 | 20    |
| 20    | 30 a 34 | 16    |
| 16    | 25 a 29 | 16    |
| 12    | 20 a 24 | 8     |
| 20    | 15 a 19 | 20    |
| 16    | 10 a 14 | 28    |
| 16    | 5 a 9   | 36    |
| 0     | 0 a 4   | 4     |

## Economia
El 2007 la població en edat de treballar era de 361 persones, 240 eren actives i 121 eren inactives. De les 240 persones actives 223 estaven ocupades (124 homes i 99 dones) i 17 estaven aturades (7 homes i 10 dones). De les 121 persones inactives 33 estaven jubilades, 32 estaven estudiant i 56 estaven classificades com a «altres inactius».

### Ingressos
El 2009 a Quesques hi havia 218 unitats fiscals que integraven 591,5 persones, la mediana anual d'ingressos fiscals per persona era de 15.533 €.

### Activitats econòmiques
Dels 21 establiments que hi havia el 2007, 2 eren d'empreses extractives, 1 d'una empresa alimentària, 1 d'una empresa de fabricació de material elèctric, 1 d'una empresa de fabricació d'altres productes industrials, 9 d'empreses de construcció, 3 d'empreses de comerç i reparació d'automòbils, 1 d'una empresa d'hostatgeria i restauració, 1 d'una empresa immobiliària, 1 d'una empresa de serveis i 1 d'una empresa classificada com a «altres activitats de serveis».
Dels 10 establiments de servei als particulars que hi havia el 2009, 1 era una funerària, 1 taller de reparació d'automòbils i de material agrícola, 1 paleta, 1 guixaire pintor, 3 fusteries, 1 electricista, 1 empresa de construcció i 1 restaurant.
Dels 2 establiments comercials que hi havia el 2009, 1 era una fleca i 1 una botiga de mobles.
L'any 2000 a Quesques hi havia 32 explotacions agrícoles que ocupaven un total de 990 hectàrees.

## Equipaments sanitaris i escolars
El 2009 hi havia 1 escola maternal integrada dins d'un grup escolar amb les comunes properes formant una escola dispersa i 1 escola elemental integrada dins d'un grup escolar amb les comunes properes formant una escola dispersa.

## Poblacions més properes
El següent diagrama mostra les poblacions més properes.